# Thomas Butler (6e comte d'Ossory)
Pour les articles homonymes, voir Thomas Butler et Butler.
Thomas Butler, 6e comte d'Ossory, né le 8 juillet 1634 à Kilkenny et mort le 30 juillet 1680, est un homme politique irlandais. Il est né au château de Kilkenny, le fils aîné de James Butler (1er duc d'Ormonde), et de sa femme Elizabeth Preston.

## Origines
Thomas est né le 8 juillet 1634, au château de Kilkenny . Il est le fils aîné de James Butler et de sa femme Elizabeth Preston. Son père est alors le 12e comte d'Ormond mais sera élevé au rang de marquis et de duc. Les Butler sont une famille de vieux anglais. La mère de Thomas est une cousine éloignée de son père car elle est la petite-fille de Thomas Butler (10e comte d'Ormonde). Son père, cependant, est écossais, Richard Preston (1er comte de Desmond), un favori de Jacques Ier Ses deux parents sont protestants. Ils se sont mariés le jour de Noël 1629.  Ils ont 10 enfants, huit fils et deux filles, mais cinq des fils sont morts dans l'enfance .
Thomas est l'aîné des frères et sœurs ci-dessous, qui sont arrivés jusqu'à l'âge adulte: 
1. Thomas (1634-1680),
2. Richard (1639-1686), qui est le premier et dernier comte d'Arran de la création de 1662 et meurt avant son père [4]
3. Elizabeth (1640–1665), qui épouse Philip Stanhope (2e comte de Chesterfield) [5] et a eu des liaisons avec James Hamilton (1630-1673) (en) [6] et le duc d'York [7]
4. John (1643-1677), qui est devenu le comte de Gowran [8], sans descendance.
5. Mary (1646-1710), qui épouse William Cavendish (1er duc de Devonshire) [9]

## Jeunesse
En tant que fils aîné vivant, il est l'héritier apparent et porte le titre de courtoisie de vicomte Thurles, mais il est devenu comte d'Ossory en 1642, lorsque son père est élevé au rang de marquis. Ses premières années sont passées en Irlande jusqu'en 1647 où il accompagne son père en Angleterre puis en février 1647/8 en France .
Ossory est un athlète accompli et un bon savant. Arrivé à Londres en 1652, il est soupçonné à juste titre de sympathiser avec les royalistes exilés et, en 1655, il est emprisonné par Oliver Cromwell. Après sa libération environ un an plus tard, il s'est exilé aux Pays-Bas où Charles II avait sa cour d'exil à l'époque.

## Mariage et enfants
Pendant son exil, il épouse Emilia von Nassau 
Le couple a onze enfants,  certains éminents, dont: 
1. Elizabeth (décédée en 1717), qui épouse William Stanley (9e comte de Derby) en 1673;
2. Henrietta (décédée en 1724), qui épouse Henry de Nassau d'Auverquerque (1er comte de Grantham).
3. Amelia (décédée en 1760), qui hérite de son frère Charles et ne s'est jamais mariée;
4. James Butler (2e duc d'Ormonde) (1665-1745), qui est devenu duc d'Ormonde en 1688;
5. Charles (1671–1758), qui est devenu le 3e duc de jure d'Ormonde, à la suite de la déchéance de son frère aîné en 1715;

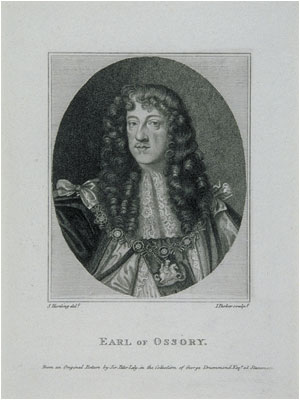
Le comte d'Ossory.

Il accompagne Charles II en Angleterre en 1660. En 1661, Ossory devient membre des chambres des communes anglaise et irlandaise, représentant Bristol dans la première et l'Université de Dublin dans la seconde.

## Bref d'accélération
En 1662, il est appelé à la Chambre des lords irlandaise par un bref d'accélération en tant que comte d'Ossory. Son père détenait le titre de «5e comte d'Ossory» comme l'un de ses titres subsidiaires. L'accélération fait de Thomas Butler le 6e comte d'Ossory. C'est le seul titre substantiel qu'il détenait, car il meurt avant son père et n'hérite donc jamais des titres de son père. Son fils aîné sera plus tard le 2e duc d'Ormond et le 7e comte d'Ossory.

## Carrière militaire
Lord Ossory a occupé plusieurs postes militaires. Il est lieutenant-général de l'armée d'Irlande  en 1665 et créé pair anglais comme Lord Butler en 1666. A ses débuts à la Chambre des lords il est emprisonné pendant deux jours pour avoir contesté le duc de Buckingham. Il est Lord de la Chambre à coucher de Charles II en 1660, un poste qu'il occupe jusqu'à sa mort.
En 1665, un heureux accident permet à Ossory de participer à la bataille de Lowestoft contre les Hollandais, et en mai 1672, maintenant aux commandes d'un navire, il lutte contre les mêmes ennemis lors de la bataille de Solebay, servant avec grande distinction sur les deux fois. Le comte est en partie responsable de cette dernière bataille, car le 12 mars 1672, avant que la guerre ne soit déclarée, il a attaqué la flotte hollandaise de Smyrne, une action qu'il aurait grandement regrettée plus tard dans la vie . En visitant la France en 1672 il rejette les offres libérales faites par Louis XIV pour l'inciter à entrer au service de la France, et en revenant en Angleterre il ajoute à sa haute réputation par sa conduite pendant la Bataille de Texel en août 1673. De 1677 à 1679, il sert aux côtés de son père comme Lord de l'amirauté.
Le comte est intime avec Guillaume II d'Orange-Nassau, et en 1677, il rejoint l'armée alliée aux Pays-Bas, commandant le contingent britannique et gagnant une grande renommée au siège de Mons en 1678. Il agit comme adjoint de son père, qui est Lord lieutenant d'Irlande, et au Parlement, il défend l'administration irlandaise d'Ormond avec une grande vigueur. En 1680, il est nommé gouverneur de Tanger anglais, mais sa mort l'empêche de prendre ses nouvelles fonctions.
L'un de ses amis les plus intimes est John Evelyn, qui le loue dans son journal.

## Décès et succession
Il est décédé le 30 juillet 1680 . Il est enterré provisoirement à l'Abbaye de Westminster le 31 juillet 1680 . La cérémonie de l'inhumation n'a eu lieu que le 13 novembre 1680 . Certains disent que le corps d'Ossory a ensuite été emmené en Irlande et réenterré dans le caveau familial de la cathédrale St Canice, Kilkenny. James, son fils aîné, lui succède comme 7e comte d'Ossory et deviendra en 1688 le 2e duc d'Ormond.